# ألونزو بتلر
ألونزو بتلر (بالإنجليزية: Alonzo Butler)‏ (30 أكتوبر 1979 – 28 أكتوبر 2024) ولد في تشاتانوغا، تينيسي، الولايات المتحدة، هو ملاكم أمريكي يصنف ضمن فئة الوزن الثقيل. بدأ الملاكمة في سنة 1997. في سنة 2000 تحول إلى الاحتراف وفاز بـ 26 نزالا وتعادل في واحد.

## إحصائيات
خاض خلال مسيرته 35 نزالا، فاز في 30 وتعادل في 1 وخسر في 3. فاز بالضربة القاضية في 20 نزالا.

## روابط خارجية
- ألونزو بتلر على موقع بوكس ريك (الإنجليزية) (registration required)